# Telephonat Bani Suef
Telephonat Bani Suef (arabsky تليفونات بني سويف) je egyptský fotbalový klub hrající v Egyptské Premier League. V roce 2011 poprvé postoupili do první ligy. Své domácí utkání hrají na stadionu Bani Sweif Stadium.

## Významní hráči
- Shady Mohamed